# Grata Recordatio
Grata Recordatio (latín: Grato recuerdo) es la tercera encíclica del papa Juan XXIII. Fue promulgada el 26 de septiembre de 1959 y trata sobre el rezo del Rosario.